# Giovan Battista Fagiuoli
Giovan Battista Fagiuoli (eller Giambattista) Fagiuoli, född den 24 juni 1660 i Florens, död där den 12 juli 1742, var en italiensk skald. 
Fagiuoli var medlem av De nios kollegium i sin hemstad. Hans mestadels burleska dikter utkom under titeln Rime piacevoli (1729 och 1733). En samling lustspel, Commedie (1734–1736), värderas även för korrekt språk och ledig dialog.